# Madre Heroína (Rusia)
El título honorífico de Madre Heroína (en ruso: Мать-героиня) es uno de los títulos más altos de los concedidos por la Federación de Rusia —solo superado por los títulos de Héroe de la Federación de Rusia y Héroe del Trabajo de la Federación de Rusia—. Otorgado a madres con ciudadanía rusa que hayan dado a luz y criado a diez o más niños que a su vez sean ciudadanos rusos. Las mujeres honradas con este título reciben una insignia de distinción especial: la Orden de la Madre Heroína. El título y la orden fueron establecidos por el Decreto N.º 558 del presidente de la Federación de Rusia del 15 de agosto de 2022 titulado «Sobre Ciertas Cuestiones de Mejora del Sistema de Premios Estatales de la Federación de Rusia»

## Historia
En la Unión Soviética, el título similar de Madre Heroína se estableció en 1944 como la máxima distinción para las mujeres que hubieran dado a luz y criado a diez o más hijos. Hasta el 1 de enero de 1995, aproximadamente 431.000 mujeres habían recibido la Orden de la Madre Heroína.
En mayo de 2022, en una reunión del Consejo de Estado de la Federación de Rusia, la presidenta de la Asociación de Familias Numerosas de Moscú, Natalia Karpovich, solicitó a Vladímir Putin que otorgara el título de «Madre Heroína» a las mujeres que hubieran dado a luz a cinco o más hijos. Los diputados de la Duma Estatal comenzaron a trabajar en un proyecto de ley para restaurar el título.
El 1 de junio de 2022, Día del Niño, el presidente ordenó la restitución del título de Madre Heroína y la adición de un pago de un millón de rublos. Putin señaló que en estos días se están recuperando gradualmente las tradiciones de una familia numerosa, y también calificó la situación demográfica en Rusia de «extremadamente difícil», lo que exigía medidas drásticas, entre ellas, incentivos mediante una orden y una recompensa material.

## Estatuto de concesión
De acuerdo con el Decreto N.º 558 del presidente de la Federación de Rusia del 15 de agosto de 2022 «Sobre algunos temas de mejora del sistema de premios estatales de la Federación de Rusia», el título Madre Heroína es el más alto grado de distinción para mujeres que hayan dado a luz y criado a diez o más hijos. Según el mencionado decreto, la madre premiada y sus hijos deben ser ciudadanos de Rusia y formar una familia socialmente responsable, brindar un nivel adecuado de atención a la salud, educación, desarrollo físico, espiritual y moral.
El título se otorga a la madre cuando el décimo hijo cumpla un año, siempre y cuando los otros nueve niños continúen vivos. Como se señala en el propio decreto, al otorgar el título, los niños que fallecieron o desaparecieron «en defensa de la Patria o de sus intereses, en el desempeño de funciones militares, oficiales o civiles, así como a consecuencia de actos terroristas y de emergencias», así como los niños, «que fallecieron como consecuencia de lesión, conmoción cerebral, mutilación o enfermedad recibida en las circunstancias especificadas, o como consecuencia de un accidente de trabajo o enfermedad profesional», también son contabilizados.
Las madres galardonadas con este título recibe una insignia de distinción especial: la Orden Madre Heroína, que se usa en el lado izquierdo del pecho sobre otros premios estatales de Rusia y premios estatales de la URSS, y un certificado de concesión del título. La orden se coloca después de la Estrella de Oro de Héroe del Trabajo de la Federación de Rusia.

## Descripción de la Orden
La Orden Madre Heroína está hecho de oro con un diamante y esmalte. Es una estrella de cinco puntas con rayos en forma de shtrals de oro y rodio. En el centro de la estrella hay un medallón redondo que representa el escudo de Rusia. El medallón está cubierto con esmalte rojo y enmarcado por un ribete con la inscripción convexa «MADRE HEROÍNA». En el reverso, por lo demás muy simple, está el número de serie de la insignia. La distancia entre los extremos opuestos de la estrella es de 30 milímetros.
La insignia está unida mediante un ojal y un anillo a un bloque cuadrado de metal dorado con un hueco en ambos lados. Hay ranuras a lo largo de la base del bloque. La montura estaba cubierta por una cinta muaré de seda tricolor con los colores de la Bandera Estatal de la Federación de Rusia. En el medio, el lazo se anuda con un anillo decorativo con un diamante colocado en el centro. El arco tiene 20 mm de ancho y 30 mm de largo. El bloque tiene un pasador roscado con una tuerca en el reverso para sujetar la insignia a la ropa.

## Incentivo en efectivo

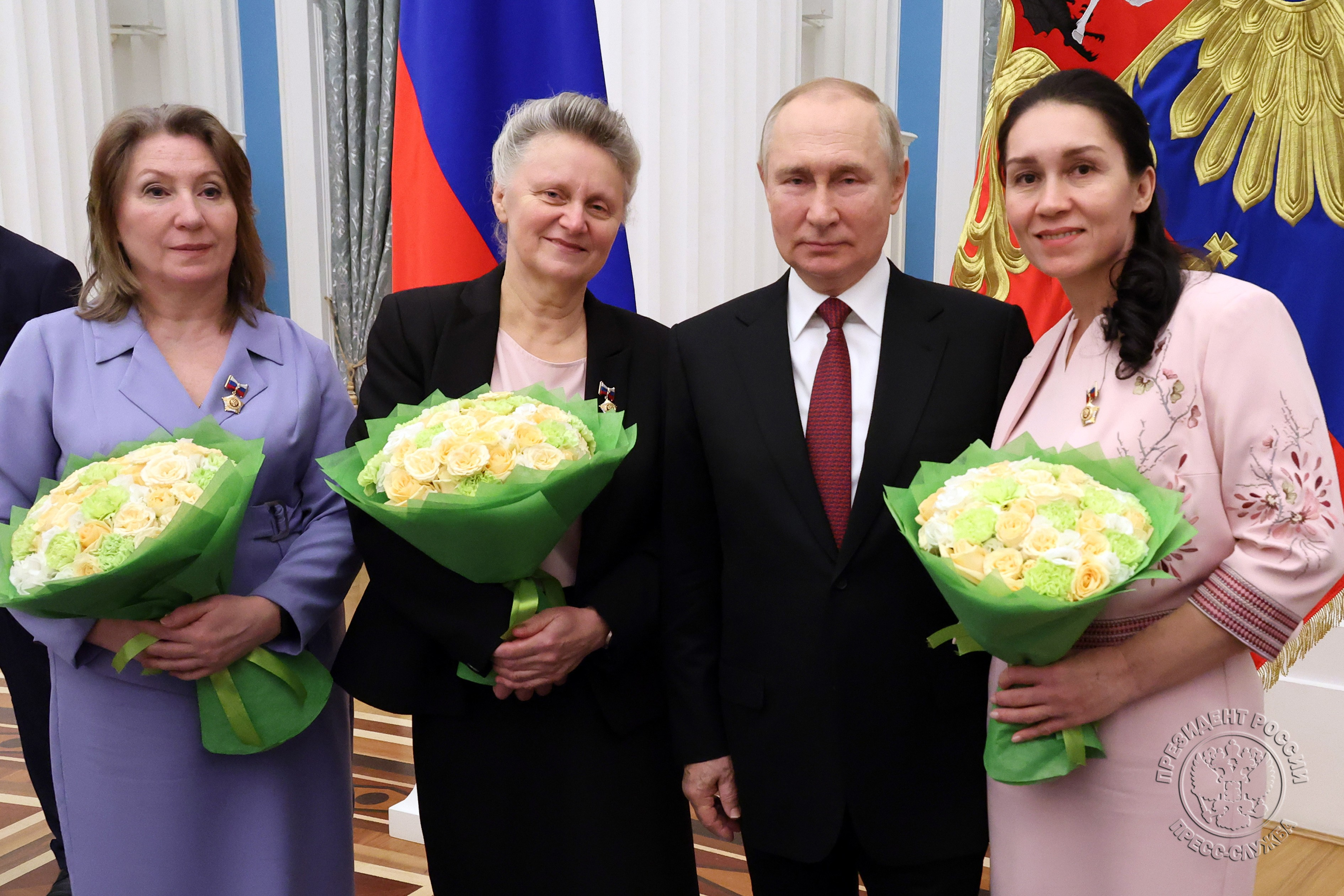
Putin con varias mujeres galardonadas con el título de Madre Heroína

El citado decreto de creación de este título establece que al otorgar el título, se debe abonar a la beneficiaria un incentivo monetario que consiste en un único pago de un millón de rublos (16 000 euros). El procedimiento para pagar incentivos monetarios está establecido por el Gobierno de la Federación de Rusia.

## Galardonadas
El 14 de noviembre de 2022, el presidente de Rusia, Vladímir Putin, entregó las primeras condecoraciones, entre las premiadas estaba Medni Kadirova, esposa del jefe de la república de Chechenia, Ramzán Kadírov, cuya familia tiene catorce hijos.